# Káranice (nádraží)
Káranice jsou železniční stanice v obci Káranice v okrese Hradec Králové na trati z Velkého Oseka do Chocně. Stanice byla otevřena v roce 1873.

## Historie
Stanice byla otevřena v roce 1873 spolu s tratí z Chlumce nad Cidlinou do Týniště nad Orlicí.
Dne 9. února 2007 došlo na královéhradeckém zhlaví stanice ke střetu dvou vlaků. Rychlík jedoucí z Prahy do Hradce Králové projel odjezdové návěstidlo v poloze Stůj a bočně narazil do protijedoucího nákladního vlaku. Díky tomu došlo k vykolejení lokomotivy rychlíku, prvního vozu rychlíku a tří nákladních vozů ložených dřevem.

## Provozní informace
Stanice má dvě nástupiště. Ve stanici není možnost zakoupení si jízdenky a trať procházející stanicí je elektrizovaná stejnosměrným proudem proudem 3 kV. Provozuje ji Správa železnic.

## Doprava
Pro nástup a výstup cestujících zde zastavují osobní vlaky, které jezdí trasu Chlumec nad Cidlinou – Hradec Králové (– Týniště nad Orlicí). Dále jeden ranní pár spěšného vlaku z Chlumce nad Cidlinou do Chocně, který zde jezdí pouze v pracovní den, a také zde projíždí rychlíky na trase Praha – Hradec Králové – Trutnov.

## Tratě
Stanicí prochází tato trať:
- Velký Osek – Hradec Králové – Týniště nad Orlicí – Choceň (č. 020)